# Otto Urban
Otto Urban (Bingen am Rhein, Imperio Alemán, 28 de agosto de 1877-Osorno, Chile, 20 de junio de 1954), fue un destacado pedagogo y naturalista de origen germano, exdirector del Instituto Alemán de Osorno, el más antiguo establecimiento educacional de su tipo en Chile (fundado en 1854). 

## Reseña biográfica
Otto Urban llegó a Chile en septiembre de 1907 contratado como director del Instituto Alemán de Osorno, cargo en el cual se mantuvo hasta 1935, impartiendo también clases de matemática, ciencias naturales y lengua alemana. Aparte de su trabajo docente y como intelectual multifacético, Urban publicó diversos textos de carácter literario, pedagógico y conmemorativo en idioma alemán y español, además de artículos sobre botánica en la Revista Chilena de Historia Natural. Urban también destaca por su activa participación en varias organizaciones de origen germano en el país, entre otras, el Club Alemán local y la Liga Chileno-Alemana. Fue declarado ciudadano honorario por el Municipio de Osorno en 1949.

## Principales publicaciones
- Copihue und andere Märchen. Buenos Aires: Verlag Martin Schneider, [s.n.].
- Gedenschrift zur 75 Jahrfeier der Deutschen Schule in Osorno 1854-1929. Santiago: Talleres Gráficos del Deutsche Zeitung, 1928.
- Ideas sobre la reorganización de la enseñanza de las ciencias naturales en los establecimientos secundarios. Osorno: Imprenta Central de Oscar Mayr, 1928.
- Botánica de las plantas endémicas de Chile. Santiago: Imprenta y Litografía Concepción, 1934.
- Deutscher Verein Osorno, 1862-1937. Gedenkschrift zur 75 Jahrfeier. Santiago: Talleres Gráficos del Deutsche Zeitung, 1937.